# École supérieure de physique et de chimie industrielles de la ville de Paris
Die École supérieure de physique et de chimie industrielles de la ville de Paris (ESPCI, oder PC; dt. Hochschule für angewandte Physik und Chemie der Stadt Paris) ist eine angesehene Ingenieurschule, die zu den Grandes écoles Frankreichs zählt. Sie gehört zum Zusammenschluss Paristech.

## Geschichte
Die Hochschule wurde im Jahre 1882 als École Municipale de Physique et de Chimie Industrielles de la Ville de Paris gegründet. Zu den Gründungsvätern zählten die Straßburger Chemiker Paul Schützenberger und Charles Lauth. Lauth erwirkte 1878 die staatliche Anerkennung als Grande École. Zu den Professoren zählten u. a. auch Pierre Curie und Marie Curie. Die Bezeichnung ESPCI entstand 1948. 1976 bis 2002 war der Nobelpreisträger Pierre-Gilles de Gennes Präsident der Hochschule.

## Ausbildung
Die Eliteschule ist im Quartier Latin von Paris angesiedelt und bietet den Studenten innerhalb von vier Jahren eine umfassende technische und praxisbezogene Ausbildung auf höchstem Niveau. Nach einem zweijährigen spezifischen Vorbereitungsunterricht werden die Aufnahmeberechtigten unter den Kandidaten mittels eines Auswahlverfahren der École polytechnique bestimmt. Der Abschluss als Ingénieur ESPCI kann nach 3 Ausbildungsjahren erreicht werden, der Masterabschluss nach 4 Jahren. Die Hochschule hat das Promotionsrecht und bietet Doktorarbeiten häufig auch zu industrienahen Themen an.

## Ehemalige Studenten
- Paul Boucherot (4°)
- Georges Claude (5°)
- Paul Langevin (7°)
- Georges Urbain (9°)
- André-Louis Debierne (9°)
- Fernand Holweck (26°)
- Maurice Deloraine (35°)
- Frédéric Joliot-Curie (39°), Nobelpreis für Chemie (1935)
- Hervé This (95°)

## Professoren
- Pierre Curie, Nobelpreis für Physik (1903)
- Marie Curie, Nobelpreis für Physik (1903) und Nobelpreis für Chemie (1911)
- Paul Langevin
- Élie Cartan
- Henri Léon Lebesgue
- Henri Cartan
- Pierre-Gilles de Gennes, Nobelpreis für Physik (1991)
- Georges Charpak, Nobelpreis für Physik (1992)